# High and Mighty
High and Mighty is het  negende studioalbum van de Britse rockgroep Uriah Heep. Het is het laatste album met zanger en medeoprichter David Byron en bassist John Wetton.

## Muzikanten
- David Byron –zang, (behalve op One way or another)
- Ken Hensley – orgel, piano, synthesizer,  gitaar, klokkenspel, gitaren, achtergrondzang (solozang op One way or another)
- John Wetton – basgitaar, mellotron,  gitaar,  piano, achtergrondzang (solozang op One way or another)
- Lee Kerslake – drums, percussie, achtergrondzang
- Mick Box – gitaren

Zanger David Byron is in juli 1976 ontslagen wegens alcoholproblemen die steeds meer ten koste gingen van de band. Na zijn vertrek heeft hij drie soloalbums uitgebracht en nog enige tijd deel uitgemaakt van de band Rough Diamond, met onder meer gitarist Clem Clempson (eerder Humble Pie) en drummer Geoff Britton (bekend van Paul McCartney and Wings).  Byron is in 1985 overleden aan de gevolgen van zijn drankgebruik. Bassist John Wetton heeft de band verlaten wegens persoonlijke tegenstellingen tussen hem en de andere bandleden. Hij speelde later onder meer in de bands UK, Wishbone Ash en Asia en is in 2017 overleden aan kanker.

## Muziek
Op het album High and Mighty speelt Uriah Heep niet alleen de bekende combinatie van harde rock en melodieuze stukken, maar de band experimenteert ook met nieuwe muziekvormen (die niet altijd succesvol zijn) en pop-achtige, mainstream liedjes. De openingstrack One way or another wordt beurtelings gezongen door Ken Hensley en John Wetton. Zoals gebruikelijk staan er een aantal rocknummer op dit album (zoals Can’t keep a good band down en Make a little love) evenals een paar rockballads (Footprints in the snow, Weep in silence en Confession) maar het geheel is wat softer en melodieuzer dan gebruikelijk.

### Kant een
1. One way or another(Ken Hensley) – 4:37
2. Weep in silence  (Ken Hensley, John Wetton) – 5:09
3. Misty eyes (Ken Hensley) – 4:15
4. Midnight (Ken Hensley) – 5:40

### Kant twee
1. Can't keep a good band down (Ken Hensley)  – 3:40
2. Woman of the world (Ken Hensley) – 3:10
3. Footprints in the snow (Ken Hensley,John Wetton) – 3:56
4. Can't stop singing (Ken Hensley) – 3:15
5. Make a little love (Ken Hensley)  – 3:24
6. Confession (Ken Hensley) – 2:14

## Album
Dit album is opgenomen tussen december 1975 en maart 1976 in de Roundhouse Studios in Londen. Deze studio is in 1975 opgezet door Gerry Bron, de manager van Uriah Heep. Ook albums van andere bands zijn in deze studio opgenomen, zoals Night at the opera van Queen, Ojah Awake van Osibisa en Bomber van Motörhead. High and Mighty is de eerste plaat van Uriah Heep die niet geproduceerd is door hun manager en vaste producer Gerry Bron, maar door de band zelf. Het album is uitgebracht in juni 1976 op Bronze Records voor het Verenigd Koninkrijk en de rest van Europa en op Warner Bros voor de Verenigde Staten. De geluidstechnicus was Peter Gallen voor de nummers Misty eyes en Footprints in the snow en Ashley Howe voor de overige nummers. Dit album is vanaf 1989 ook op Compact Disc verkrijgbaar. Er is in 1996 een herziene versie van het album uitgebracht  met twee bonustracks  en in 2004 een uitgebreide De Luxe Editie met acht bonustracks. De discografie en uitgebreide informatie over alle uitgaven staat vermeld op de website van Discogs (zie bronnen, noten en referenties).

## Ontvangst
Dit album is wat minder gunstig ontvangen dan de voorgaande. Het album kreeg van AllMusic een geringe waardering met twee sterren (op een maximum van vijf) .  Recensent Donald A. Guarisco is van mening dat de plaat te onevenwichtig is (vooral de tweede kant) en dat de pop-achtige elementen niet passen bij de hardrock stijl van de band.
Het album stond op nummer 55 in de Britse albumhitparade en op nummer 161 in de Amerikaanse Billboard 200. In Nederland stond dit album twee weken in de Top 40 met als hoogste plek nummer 14.